# Förbindelseväg 3481
Förbindelseväg 3481 är en förbindelseväg som går från Stamväg 66 i Ruovesi till Riksväg 23 i Haapamäki. Vägen går igenom Haapamäkis centrum där bland annat en Sale-butik, ett daghem och ett apotek finns. Namn som används för vägen är Syvinkisalmentie, Tuuhoskyläntie, Salussärkäntie, Kaiturintie, Riihontie och Pihlajavedentie.

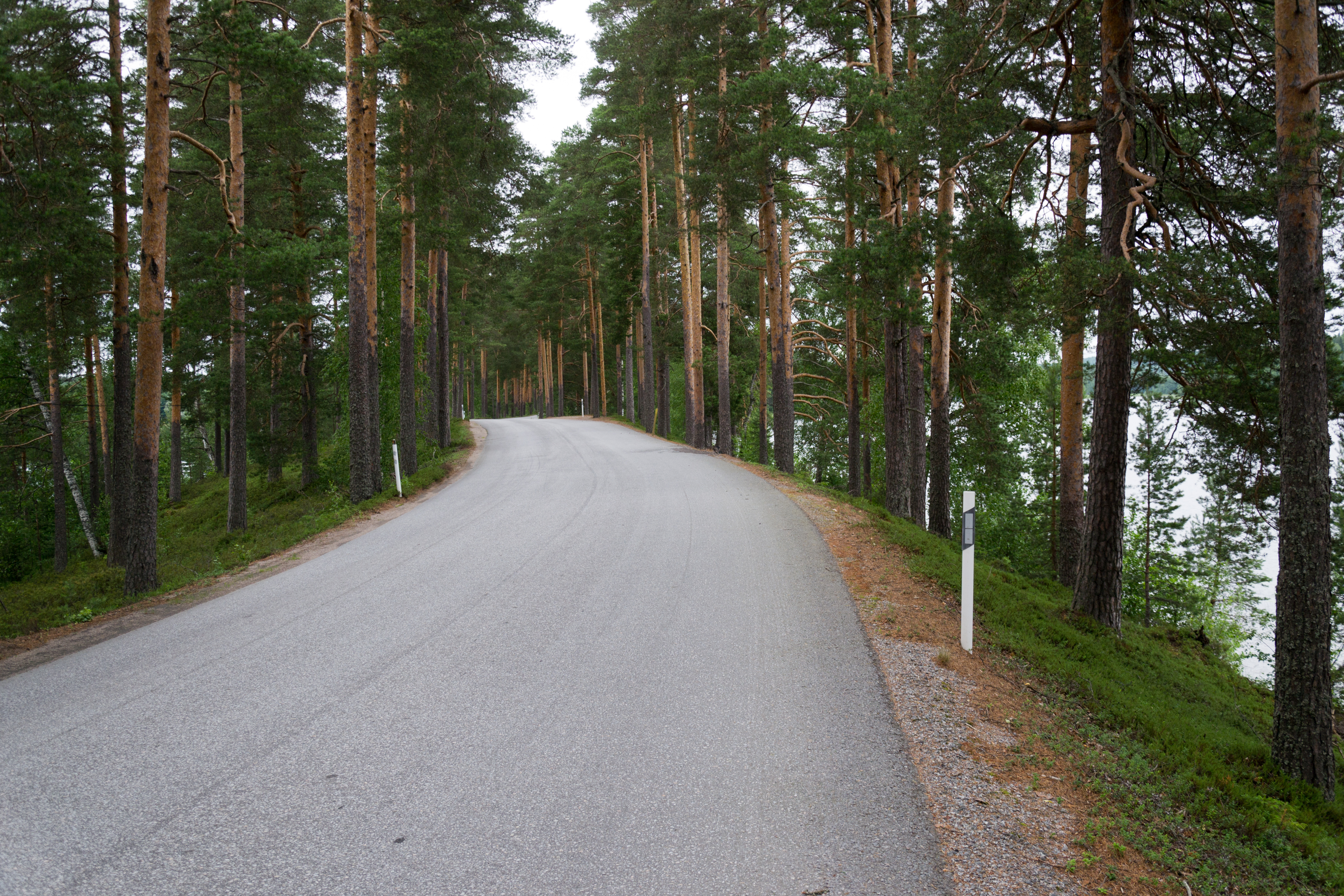
Vägen i Salussärkkä.